# Президентские выборы в Чили (1915)
Президентские выборы в Чили проходили в 1915 года по системе выборщиков. В упорной борьбе победил кандидат Либерально-консервативной коалиции Хуан Луис Санфуэнтес.

## Избирательная кампания
Коалиция, в которую входили Консервативная и Либерально-демократическая партии, выдвинули кандидатом в президенты Хуана Луиса Санфуэнтеса. Либеральный альянс, состоящий из Либеральной, Радикальной и Демократической партий были представлены на выборах Хавьером Анхелом Фигероа. Избирательная кампания была одной из самых грязных в истории Чили с многочисленными фальсификациями и вмешательствами в избирательный процесс. Санфуэнтес опередил Фигероа лишь на один голос. Таким образом, в связи с высоким уровнем мошенничества на выборах и минимальной маржи победы Санфуэнтеса результат выборов должен был подтвердить пленум Национального Конгресса. Коалиция имела большинство в Конгрессе и Санфуэнтес легко получил это подтверждение.

## Результаты

### Голосование выборщиков
| Кандидат                       | Партия             | Голоса | %      |
| Хуан Луис Санфуэнтес Андонаэги | Коалиция           | 174    | 50,14% |
| ------------------------------ | ------------------ | ------ | ------ |
| Хавьер Анхел Фигероа           | Либеральный альянс | 173    | 49,86% |
| Всего                          |                    | 347    |        |

### Подтверждение на пленуме Конгресса
| Кандидат                       | Партия             | Голоса | %      |
| Хуан Луис Санфуэнтес Андонаэги | Коалиция           | 77     | 65,25% |
| ------------------------------ | ------------------ | ------ | ------ |
| Хавьер Анхел Фигероа           | Либеральный альянс | 41     | 34,75% |
| Всего                          |                    | 118    |        |